# Église Saint-Jean-Baptiste de Laluque
L'église Saint-Jean-Baptiste est un lieu de culte catholique situé dans la commune de Laluque, dans le département français des Landes et le diocèse d'Aire et Dax. Édifiée en 1150, elle conserve de cette époque son chevet roman qui comporte un ensemble de onze modillons, une partie du chemin de ronde et des peintures datant du xve siècle. Fortifiée dans le courant du xive siècle, agrandie à la renaissance, les derniers grands travaux de la fin du xixe siècle lui ont donnée son importance actuelle.

## Histoire

### Moyen-âge
Selon l'historien de Dax Dompnier de Sauviac, l'église primitive de Laluque, datant du VIIIe siècle, est saccagé par les Normands au IXe siècle et par les Sarrasins au Xe siècle,.
Selon le cartulaire de la cathédrale de Dax (le Liber rubeus), la construction de l'église Saint Jean-Baptiste actuelle, date de l'an 1150, elle dépendait du diocèse de Dax. Le cartulaire la mentionne sous le nom de Sanctus Johannes de Leluke,,.
De cette église romane subsistent actuellement que quelques éléments des murs du vaisseau central et le chevet avec son chemin de ronde et ses onze modillons sculptés aux motifs caractéristiques du XIIe siècle, tels le joueur de rebec, le tireur de langue ou le joueur de dolio,.
Dans le courant du xive siècle, pendant l'occupation du territoire par les anglais à la suite du mariage d'Aliénor d'Aquitaine avec Henri II Plantagenêt, l'église fut incendié selon le vicomte de Tartas Arnaud Raymond III (1270-1312) qui stipule dans son testament, daté de mars 1312 : «qu'il soit fait amende à l'église de Laluque, qui fut arse au temps de la guerre». Par la suite l'église est reconstruite et est massivement fortifiée avec un clocher donjon et un chemin de ronde,.

### Epoque moderne
Au tournant des XVe et XVIe siècles, l'édifice est agrandi avec le collatéral nord, comme l'indique quelques détails constructifs, tels les congés triangulaires aux angles des piliers de la nef. Pendant cette époque fut exécutées dans le chœur les peintures murales qui seront redécouvertes en 1863 puis en 2007.
Le graveur parisien Pierre Daret (1605-1678), se retire  dans les années 1650 (sous le nom de Cazeneuve) chez son gendre Philibert Archambault du Sault, baron de Laluque. La niche qui abrite aujourd'hui les fonts baptismaux était autrefois l'enfeu de son tombeau,.
Le mobilier de l'église de Laluque sous l'Ancien Régime est connu sommairement par le procès-verbal de la visite pastorale de l'évêque de Dax Mgr Suarez d'Aulan en juillet 1739, qui signale dans le chœur la présence d'un tabernacle de bois doré avec deux ailes et une niche au-dessus, surmonté de deux colonnes de bois, dorées, soutenant un retable de bois peint, et dont la peinture est toute ternie, de même que les quatre tableaux qui sont enchâssés dans ledit retable. Dans le sanctuaire, du côté de l’Épître, se trouve le banc de Bernard de Neurisse, baron de Laluque (1696-1739), que l'évêque demande d'ôter en raison de l’incommodité. Mgr d'Aulan mentionne que dans l'unique collatéral se trouve un autel «sur lequel il y a un mauvais tabernacle en bois peint et pourri, qu’il faudra brûler, un grand tableau au-dessus représentant Sainte-Barbe et autre figures»,.
En 1763 est construite la sacristie au sud.

### Révolution Française
Pendant la révolution française, entre 1792 et 1793, les cloches sont réquisitionnés par l'armée, les peintures d'origines sont dégradées, l'ensemble du mobilier est pillé et les deux autels en marbre blanc que comptait l'église (maître-autel et autel de Sainte-Barbe) sont détruits. Ils sont remplacés une première fois en 1801 par des meubles en bois,,,.

### Les travaux desXIXeetXXesiècles
Grâce au développement économique de Laluque à la suite de l'installation de la gare, de grands travaux d'agrandissement et de rénovation sont menées sur l'édifice en plusieurs phases, par l'architecte départemental Alexandre Ozanne sous l'impulsion du curé Pierre Lartigau,,
En 1862 le cimetière qui entourait l'église est déplacé à son emplacement actuel. En 1864 une voûte d'ogives est construit dans la nef, en 1871 le collatéral sud est restauré et la sacristie de 1763 est reconstruite, les travaux sont réalisés par l'entrepreneur Paul Bonnemaison de Tartas. De nouvelles verrières sont installés en 1863 et 1891. La majeure partie du mobilier dont les paires de confessionnaux néogothique et le lambris du chœur sont acquis ou donnés par des particuliers entre 1871 et 1873 tout comme les fonts baptismaux et les deux autels dédiés à saint Jean-Baptiste (maître-autel) et à l'Immaculée Conception (autel secondaire). Entre 1873 et 1897 sont réalisées l'ensembles des peintures murales. La construction d'un nouveau clocher parachève les travaux en 1886-1889,,.
Après la Première Guerre mondiale est installé un monument aux morts comportant un tableau réalisé par le peintre Gaston Gélibert.
Les derniers vitraux du chœur sont posés en 1926. En 1950, installation de l'éclairage électrique ainsi que de l'horloge avec son carillon.
Une restauration intérieure, incluant les peintures médiévales redécouvertes dans le chœur, a été menée en 2007 par l'agence Architecture Patrimoine du Bouscat sous la direction de l'architecte des Bâtiments de France,.

## Architecture

### Éléments bâtis
L'édifice est bâti en moyen appareil de grès (chevet) et en moellon calcaire (vaisseaux) entièrement enduit. Le clocher est en moellon à l'exception du dernier niveau en calcaire appareillé. La couverture est en tuiles creuses, sauf celles du clocher et des deux tourelles d'escalier, couvertes en pierre,,.
Le clocher porche (1886-1889) est flanqué de deux tourelles d'escalier polygonales, raidi par des contreforts talutés et couvert d'une flèche octogonale en pierre, à lucarnes et clochetons d'angle. Sur la façade sud se trouve le portail néo roman ouvre sur le porche, couvert d'une croisée d'ogives sur culots ; au premier niveau, une tribune également voûtée d'ogives ouvre sur le vaisseau principal par une arcade en tiers-point.
Datant du XIIe siècle, le chevet roman en hémicycle comporte une corniche portée par une série de onze modillons sculptés et par six contreforts appareillés ; un chemin de ronde percé de petites fenêtres rectangulaires à cadre biseauté règne sur son pourtour ; un clocheton moderne couronne sa toiture. La nef est composée de trois vaisseaux d'époques différentes, chacun à trois travées barlongues (vaisseau central) ou carrées (collatéraux), couverts de croisées d'ogives modernes en brique enduite,.
Les deux cloches sont fondues en 1843 par le fondeur lorrain François Victor Decharme et en 1866 par le Dacquois Louis Rémy Delestan.

### Les mobiliers
Les fonts baptismaux et les deux autels de style néogothique, date de 1873 et sont réalisés par la fabrique toulousaine de Jean Barrau. Ils sont en marbre blanc veiné des Pyrénées plaqué sur maçonnerie, est posé sur un degré d'autel à deux marches en marbre rouge du Languedoc,.
Le bénitier encastré dans le mur, est constituée par l'une des valves d'un tridacne géant (tridacne gigas), il fut offert à l'église, par Germain Croutré, capitaine de navire, décédé jeune sur mer, près Marseille en 1868,.
Les vitraux des bas-côtés représentent le Bon pasteur, saint Jean-Baptiste patron de la paroisse, saint Pierre et saint Paul, ils sont réalisés en 1863 par les peintres verriers Goussard de Condom et était initialement installés dans le chœur, ils sont déplacés en 1926 et sont rejoints par les vitraux représentant saint Louis et sainte Thérèse de Lisieux (1926, Maison Delmas).
Les six verrières décoratives en haut de la nef sont réalisés également en 1863 par les verriers Goussard.
Les verrières des deux rosaces du clocher sont posés en 1891 par le verrier bordelais Gustave-Pierre Dagrant. Elles sont composées d'un médaillon central circulaire entouré de six lobes et de six mouchettes triangulaires. La rose ouest représente dans le sens des aiguilles d'une montre, en partant du haut, Notre-Dame de Buglose, Saint Vincent de Paul, saint Clair d'Aquitaine ou d'Albi (patron de l'église annexe de Boos, avec une crosse ornée de l'Agneau vexillifère), Sainte Bernadette Soubirous (figurée en bergère), Sainte Quitterie d'Aire-sur-l'Adour (avec palme, livre et couronne de roses), Saint Galactoire évêque de Lescar, le médaillon central est orné d'une petite rosace. La rose sud comporte des motifs de végétaux.

Les trois vitraux du chœur représentent le Sacré-Cœur, Notre Dame de Buglose et saint Vincent de Paul, ils sont réalisés en 1926 par la Maison Delmas.

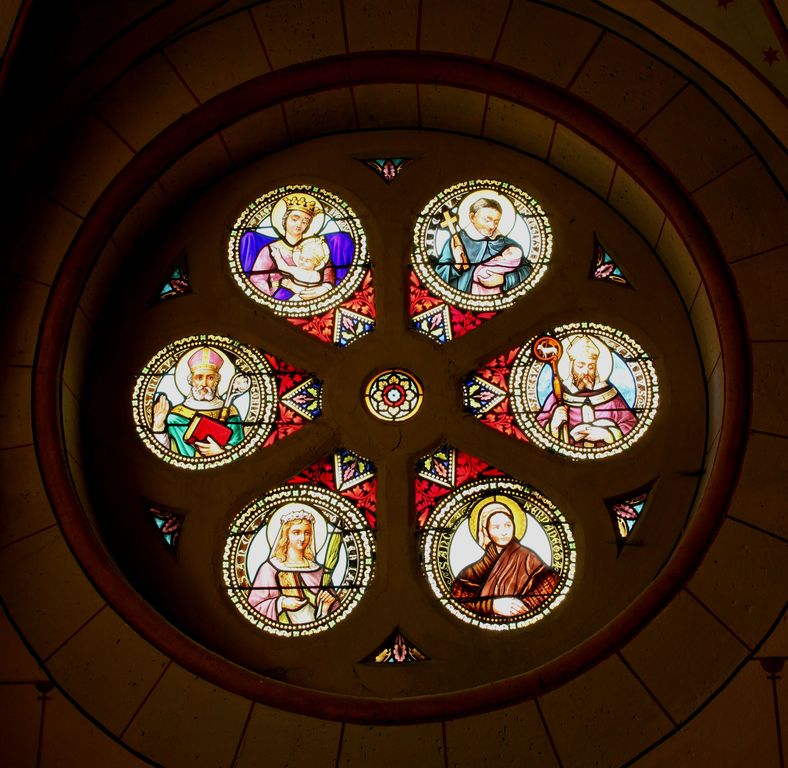
La Rose ouest
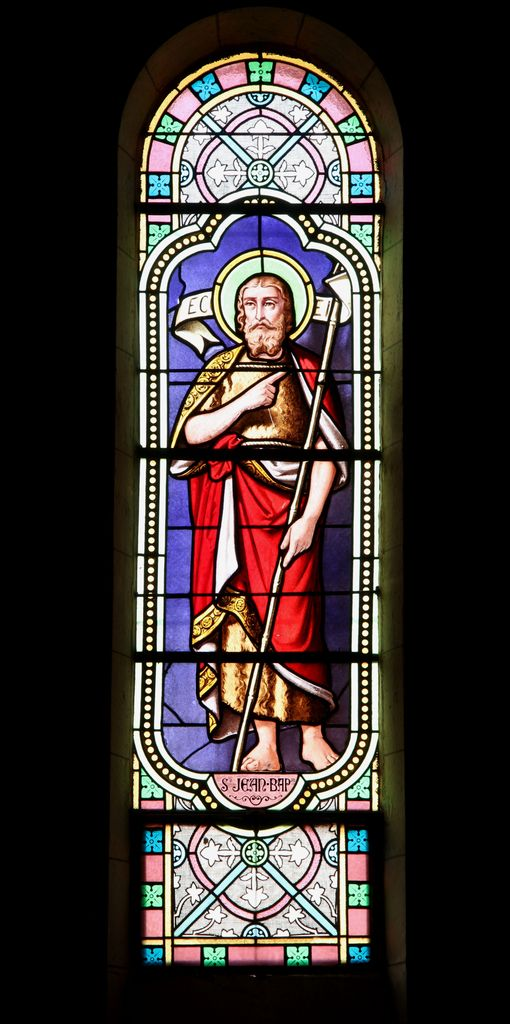
Saint Jean-Baptiste
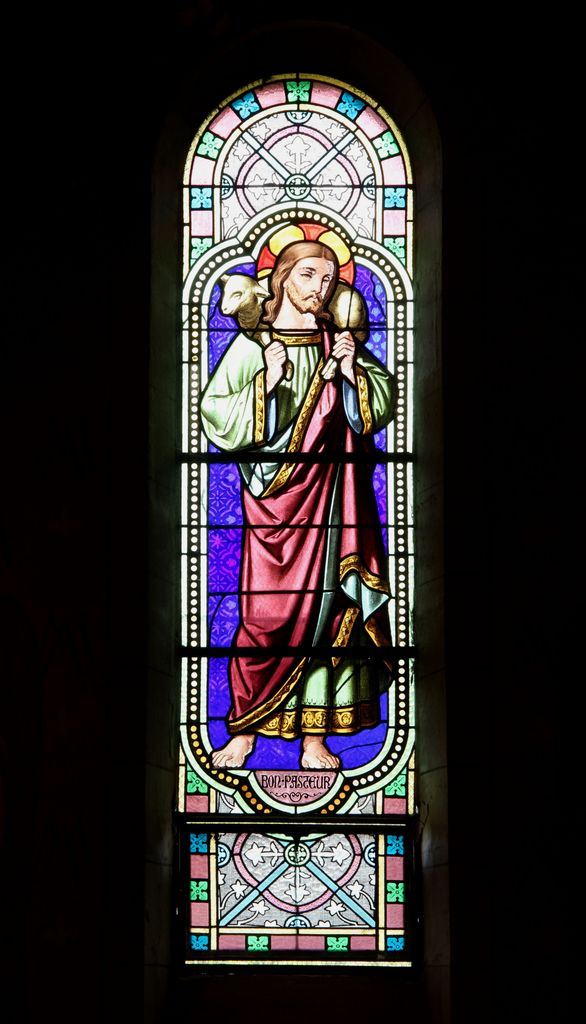
Le Bon Pasteur
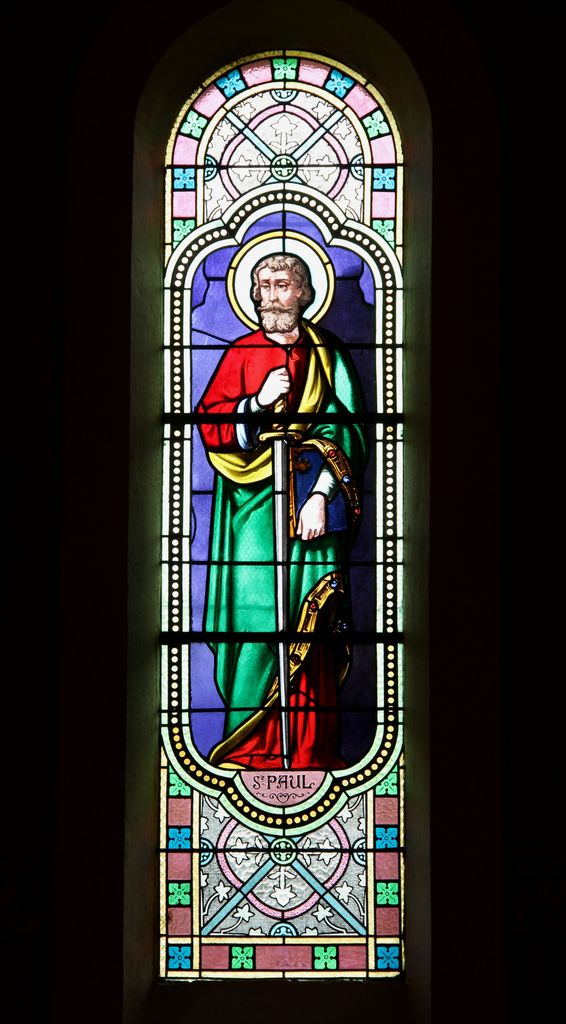
Saint-Paul
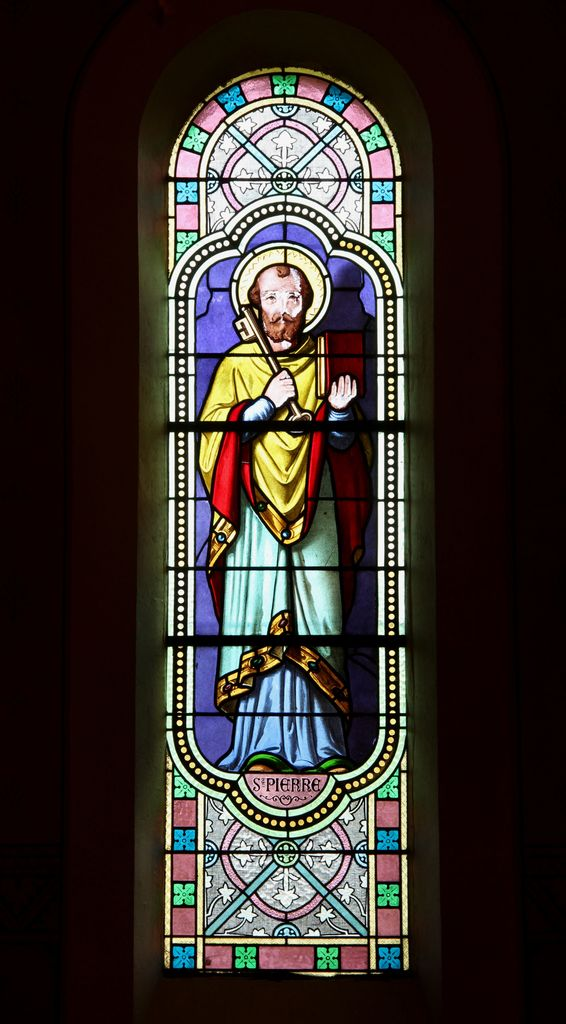
Saint-Pierre
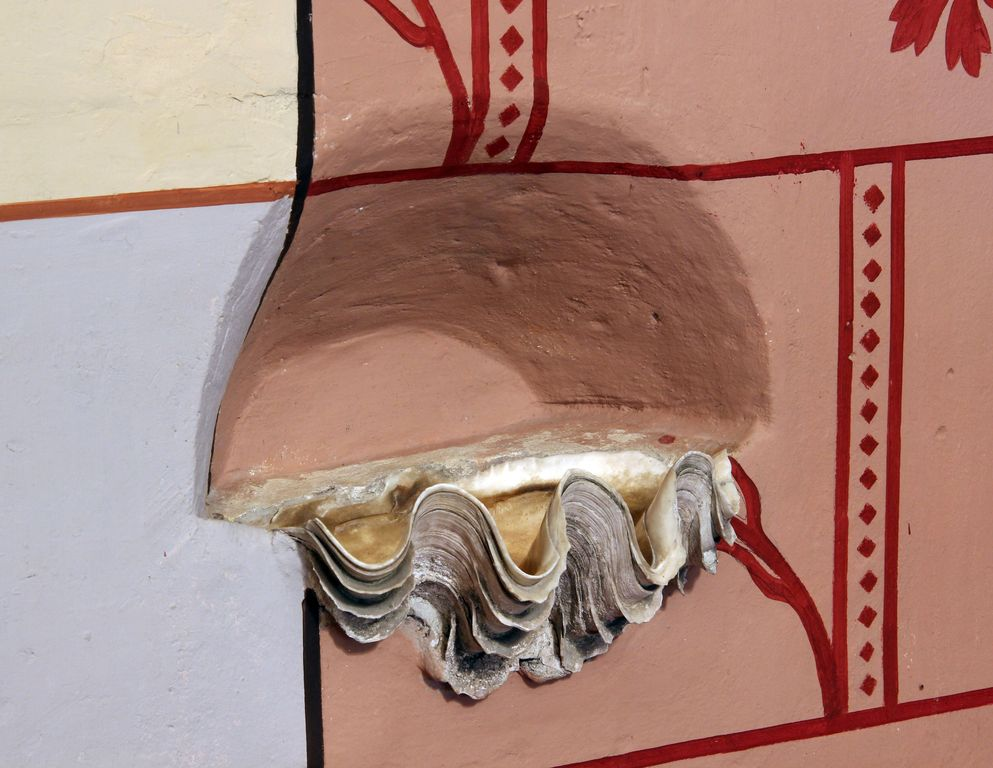
Le bénitier

### Eléments remarquables
Datant de l'édification de l'église en 1150, l'ensemble des onze modillons en calcaire traite plusieurs thèmes connotés négativement et constituent une dénonciation de vices ou de comportements déviants. Du sud vers le nord sont figurés, un motif de cordes nouée, une créature grotesque, un tireur de langue, un joueur de rebec, un avare, un acrobate, une exhibitionniste féminine, un joueur de dolio, un penseur, un homme réjouie et un rapace,,.

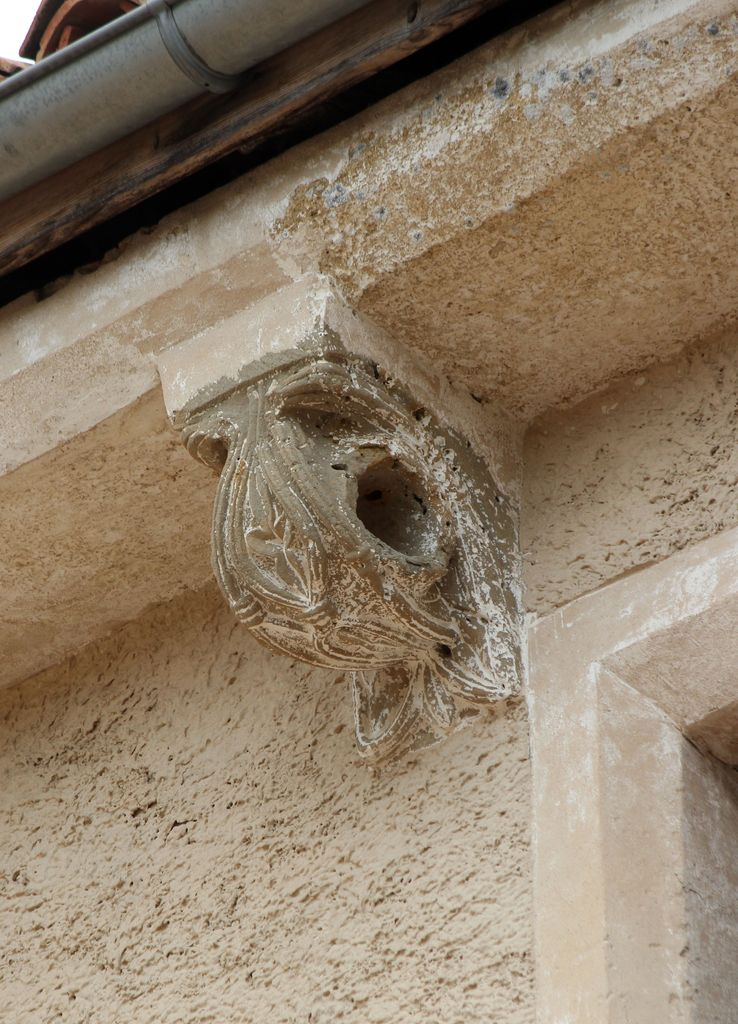
Le motif de cordes nouées
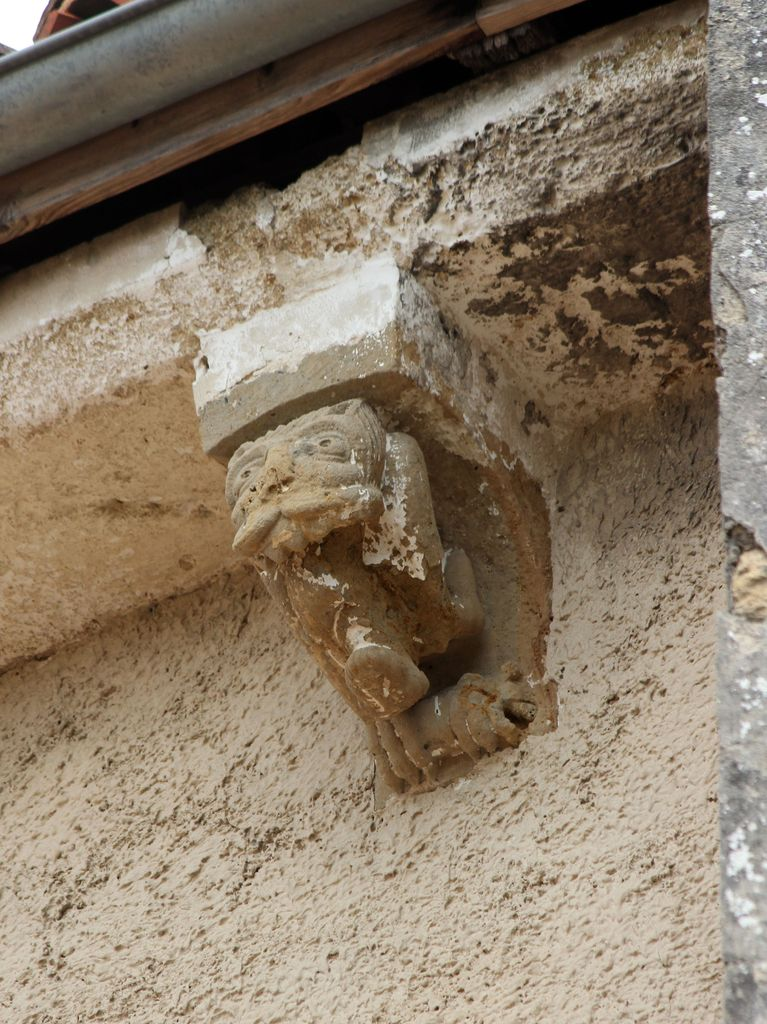
La créature grotesque
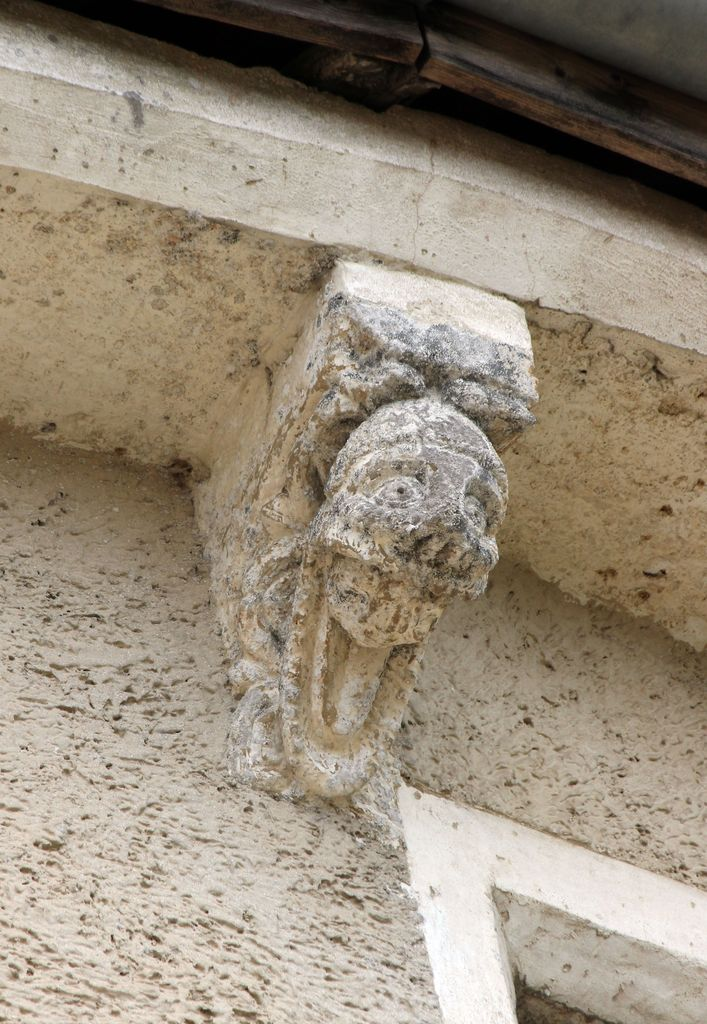
Le tireur de langue
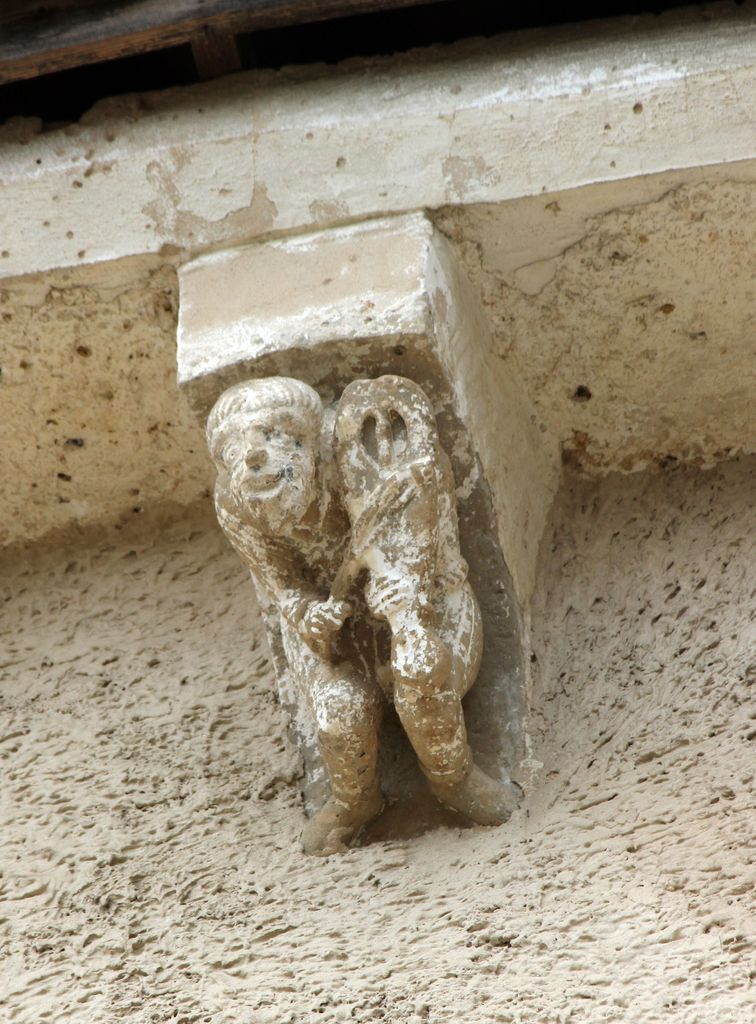
le joueur de rebec
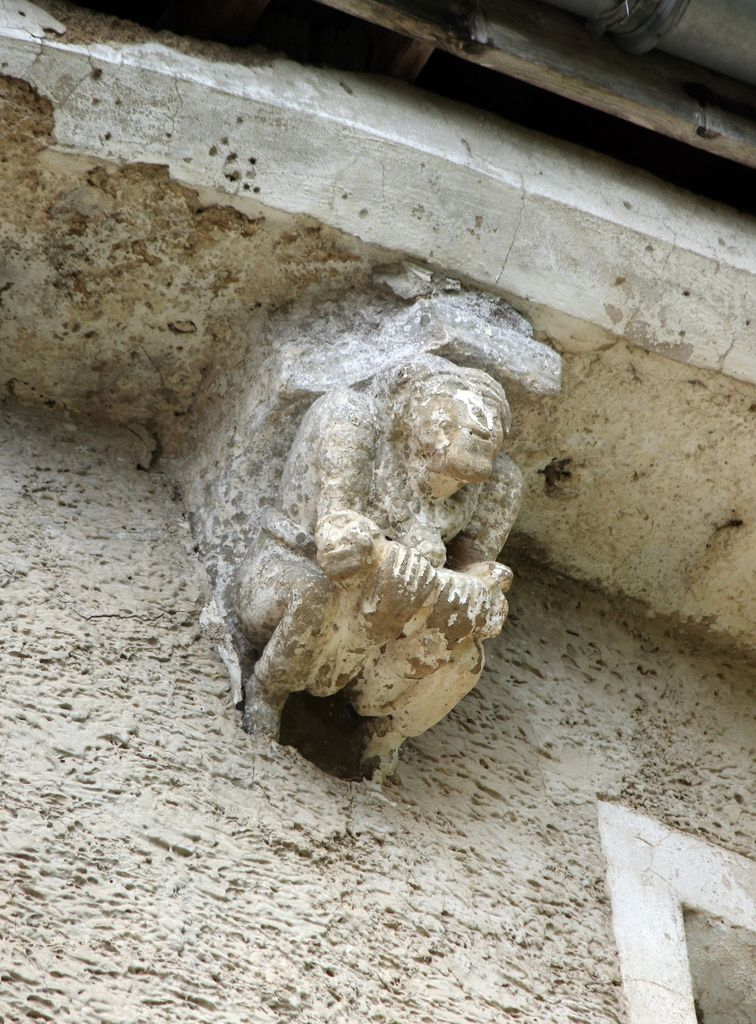
L'avare
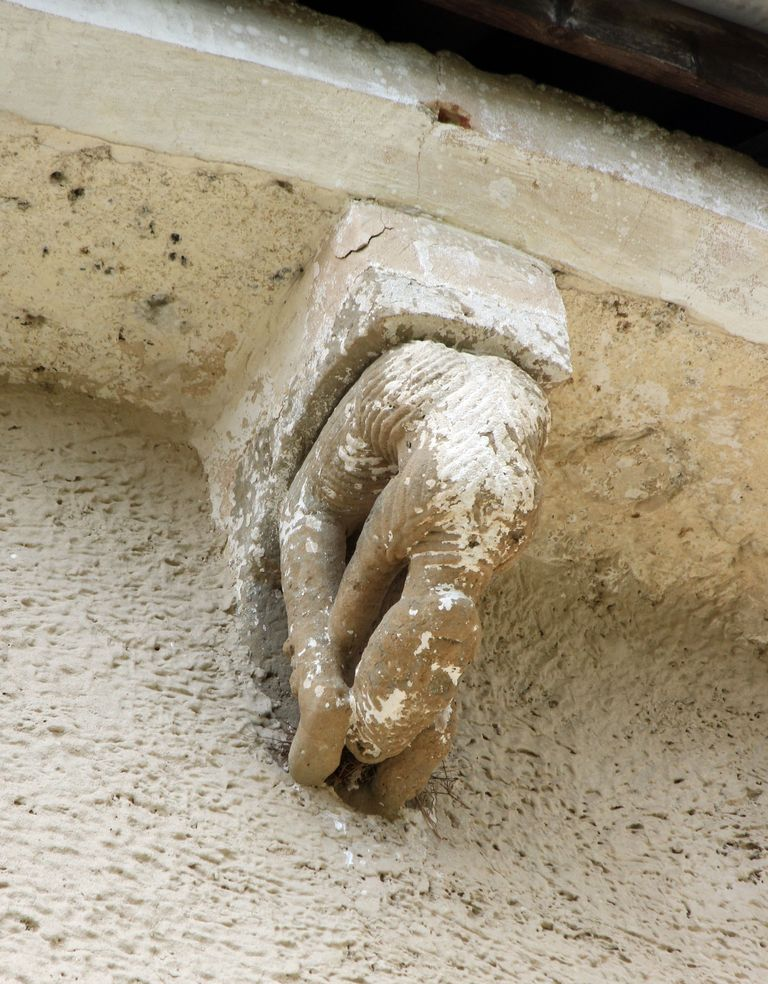
L'acrobate
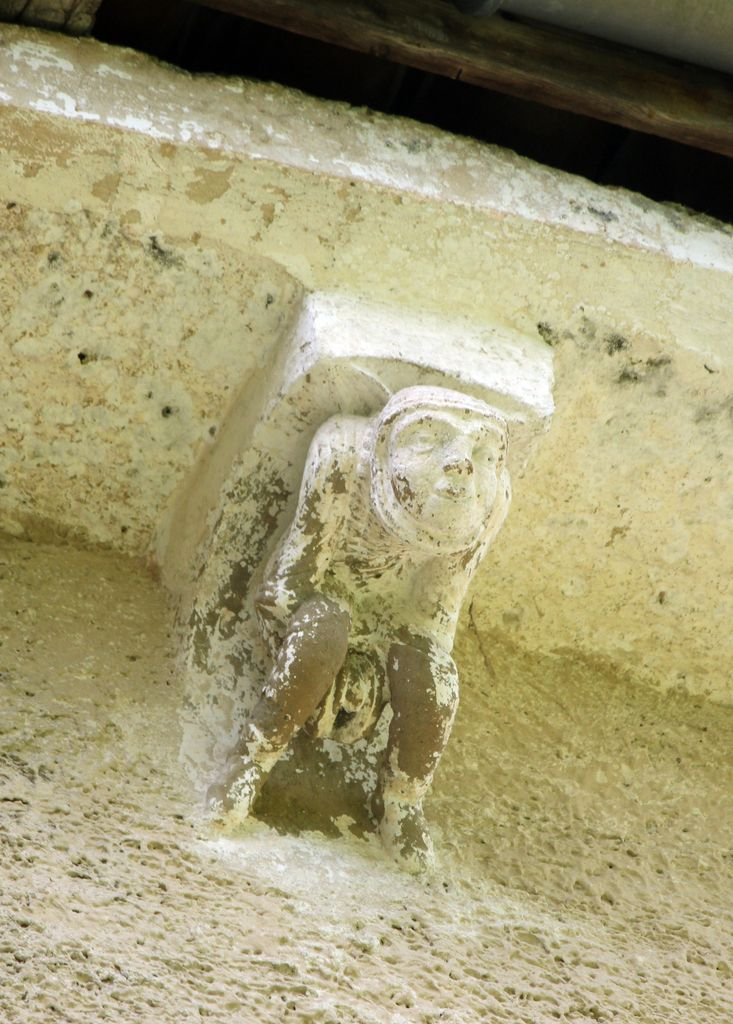
L'exhibitionniste féminine
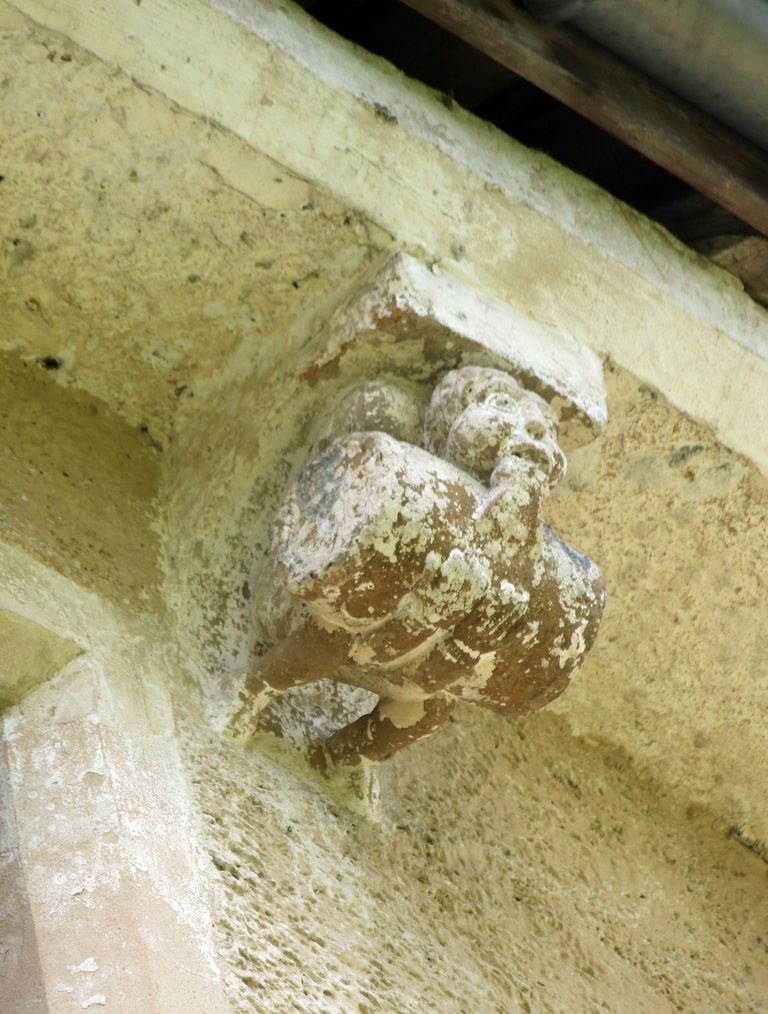
Le joueur de dolio
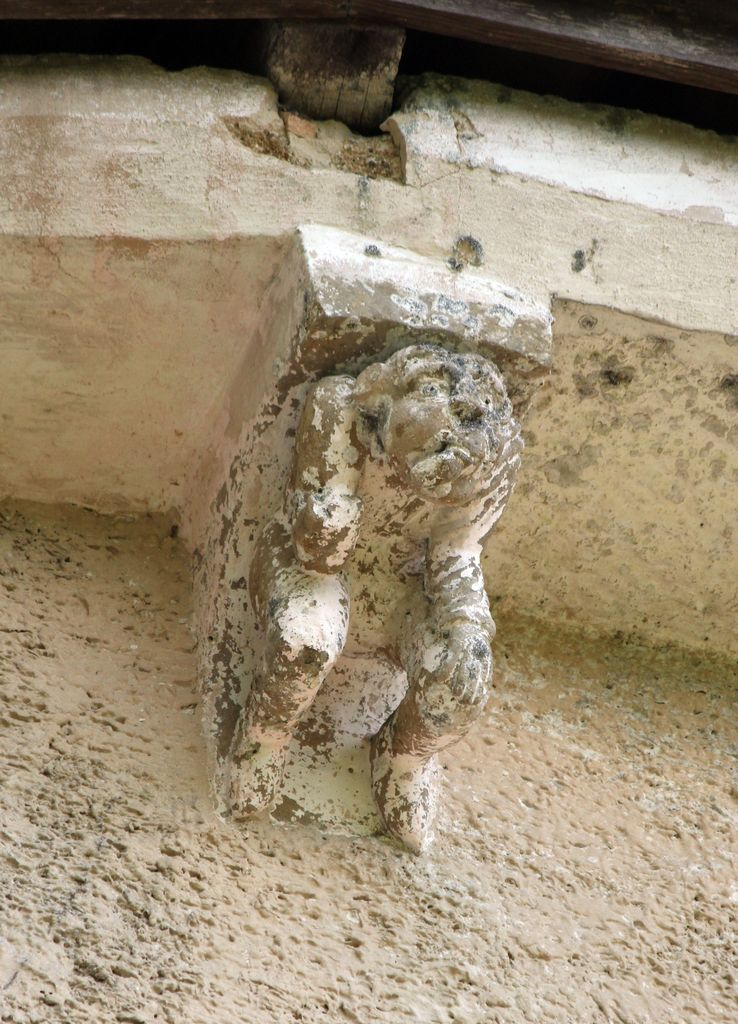
Le penseur
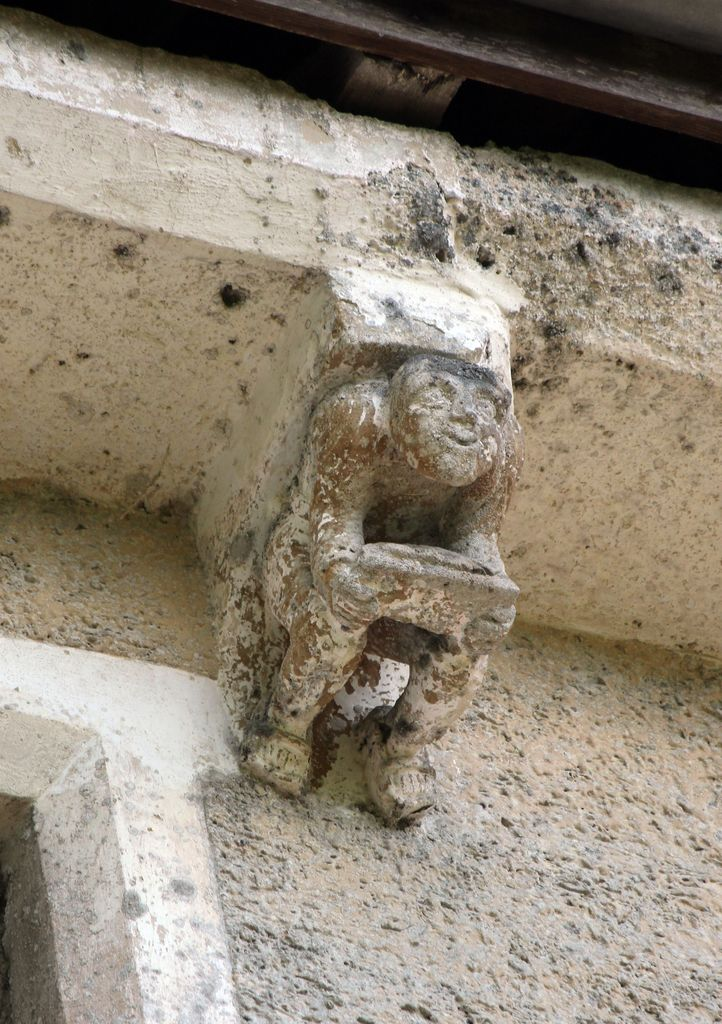
L'homme à l'expression réjouie
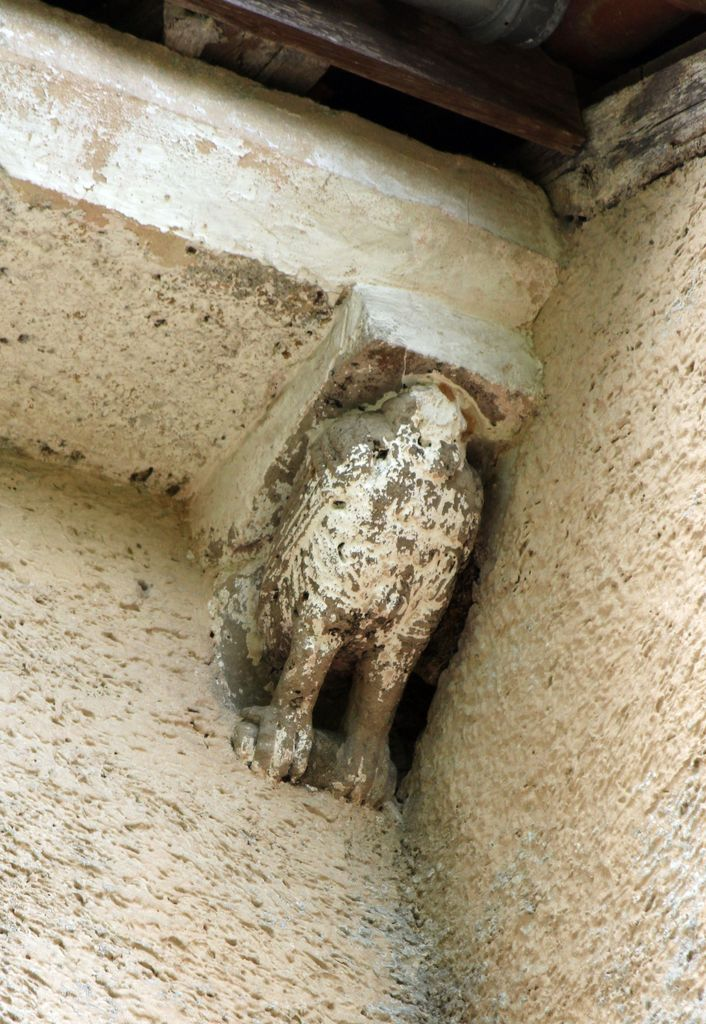
Le rapace

Les peintures murales de l'église de Laluque sont restaurées en 2007 par l'agence Architecture Patrimoine du Bouscat. Elle présentent actuellement une hétérogénéité due à la redécouverte récente d'un décor du XVe siècle sur le mur de l'hémicycle du chœur, aujourd'hui partiellement dégagé des peintures XIXe qui le recouvraient.
Les peintures du XVe siècle dans ne sont que le chœur partiellement conservées. Six ou sept des scènes de la Passion, qui en comptait seize, sont lisibles en tout ou partie, ainsi que le registre inférieur du Paradis et de l'Enfer. Les scènes lisibles sont l'Arrestation du Christ, Jésus devant Caïphe, Jésus devant Pilate, La Flagellation du Christ, la Montée au Calvaire, la pendaison, Judas apôtre. Sont présentes également des scènes de l'Enfer, du Paradis et du Jugement dernier.

En 1873, l'état de ces peintures, jugé trop dégradé, sont recouverte par des peintures symboliques sur les murs et par un Baptême du Christ sur le cul-de-four (au sommet du chœur). Les peintures murales ornementales sur toutes les élévations intérieures sont réalisées par Jules Louis Courtignon et la scène évangélique dans le chœur par Gustave Pierre Dagrand. Les peinture dans la nef  par Jean-Henri Bonnet,,.

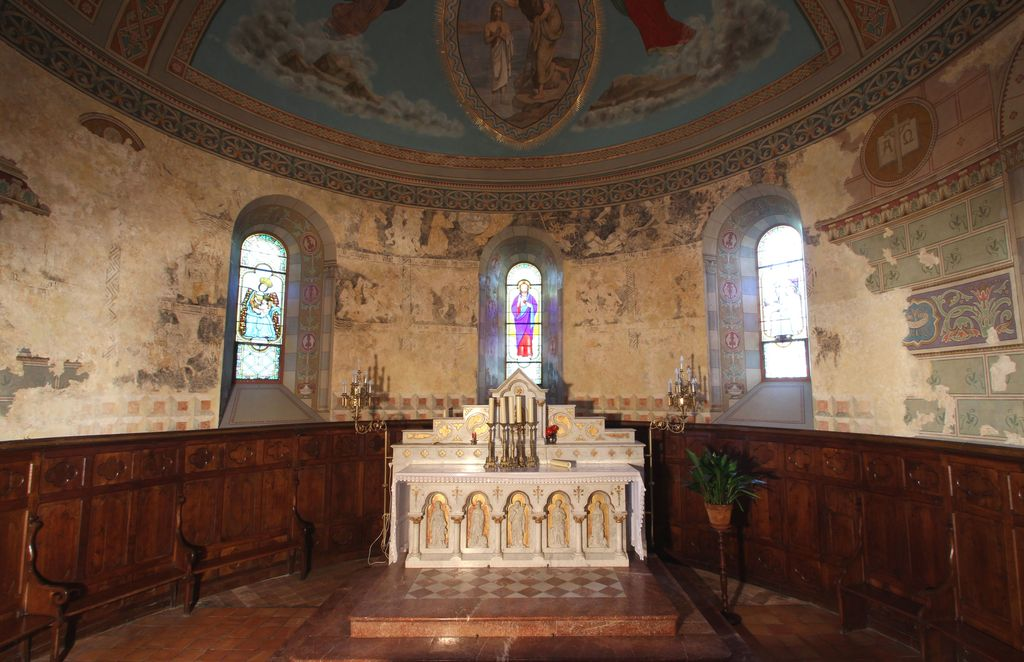
L'ensemble des peintures du XVème siècle du chœur.
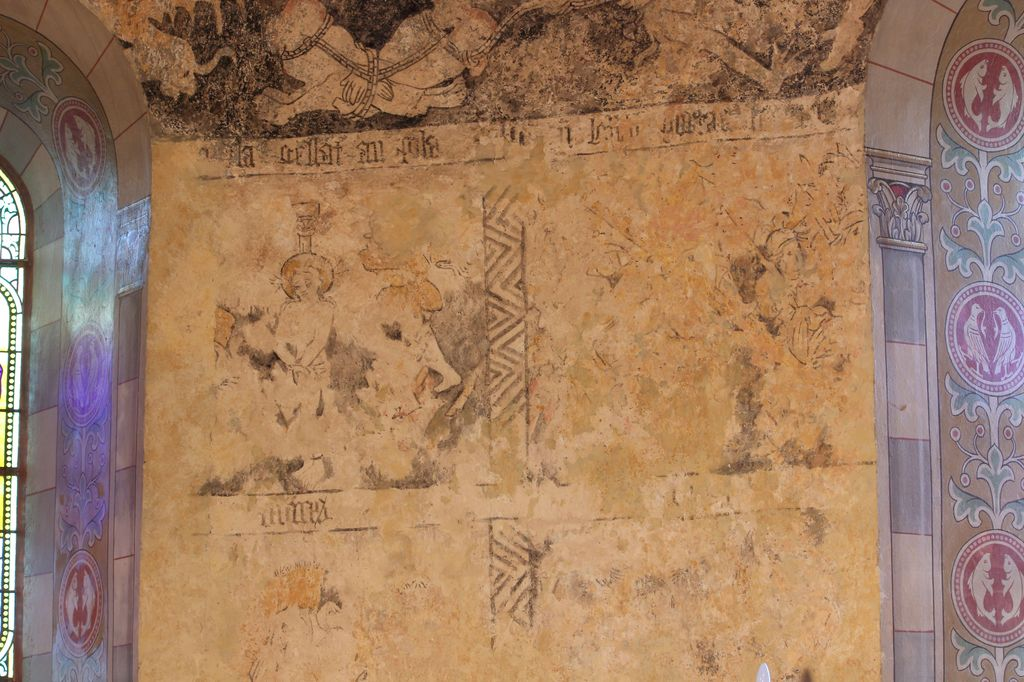
Scène de la Flagellation du Christ et de la Montée au Calvaire
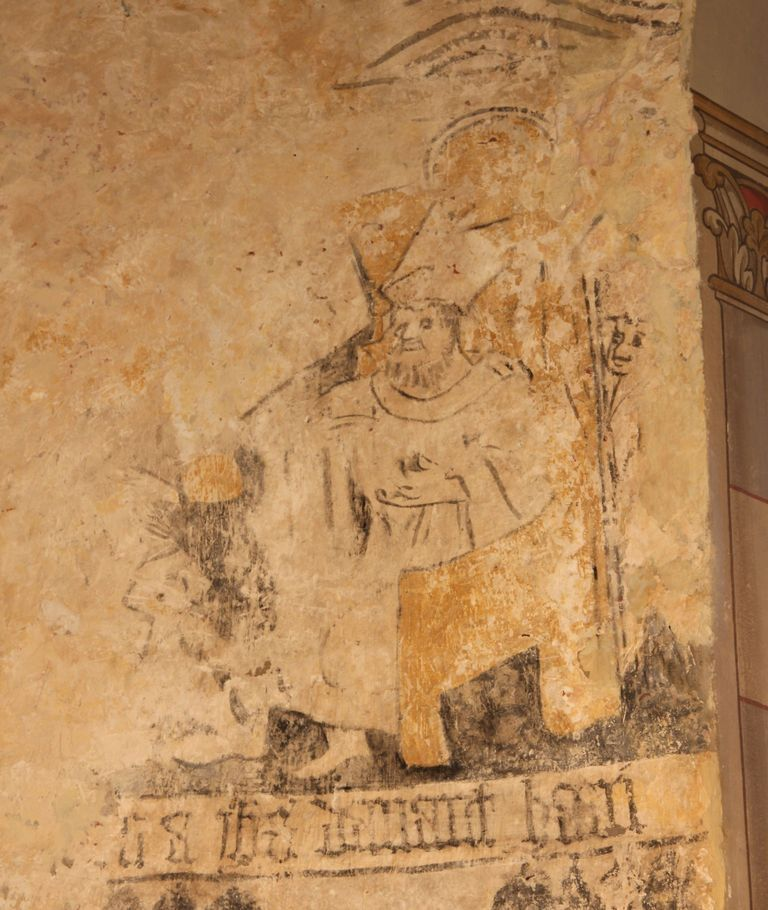
Scène de la Comparution devant Caïphe
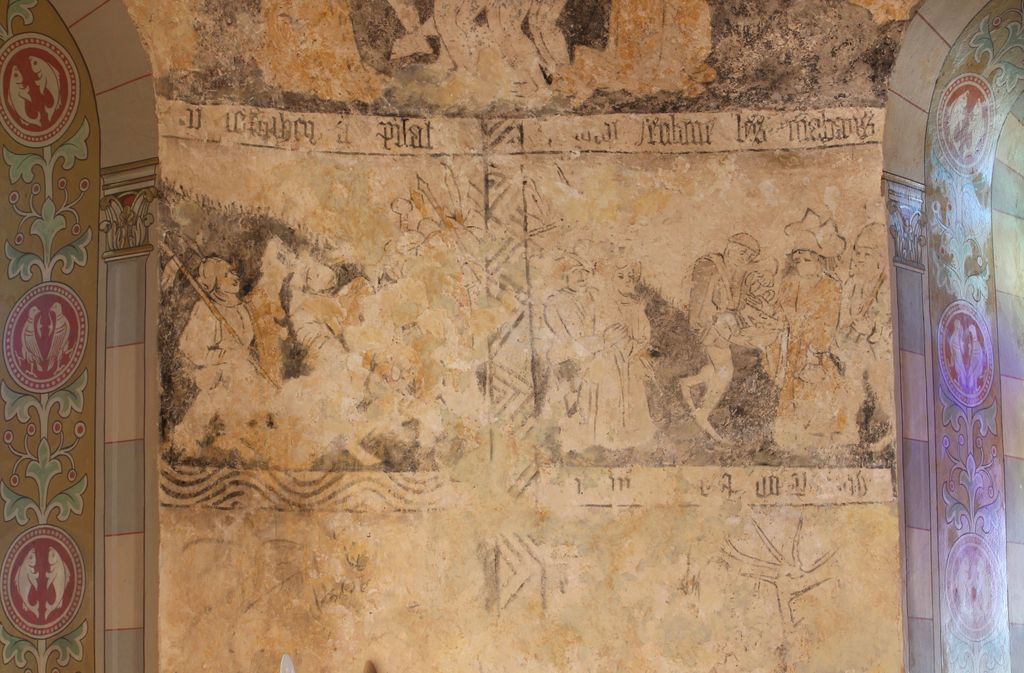
Scène de l'Arrestation du christ et de la comparution devant Pilate
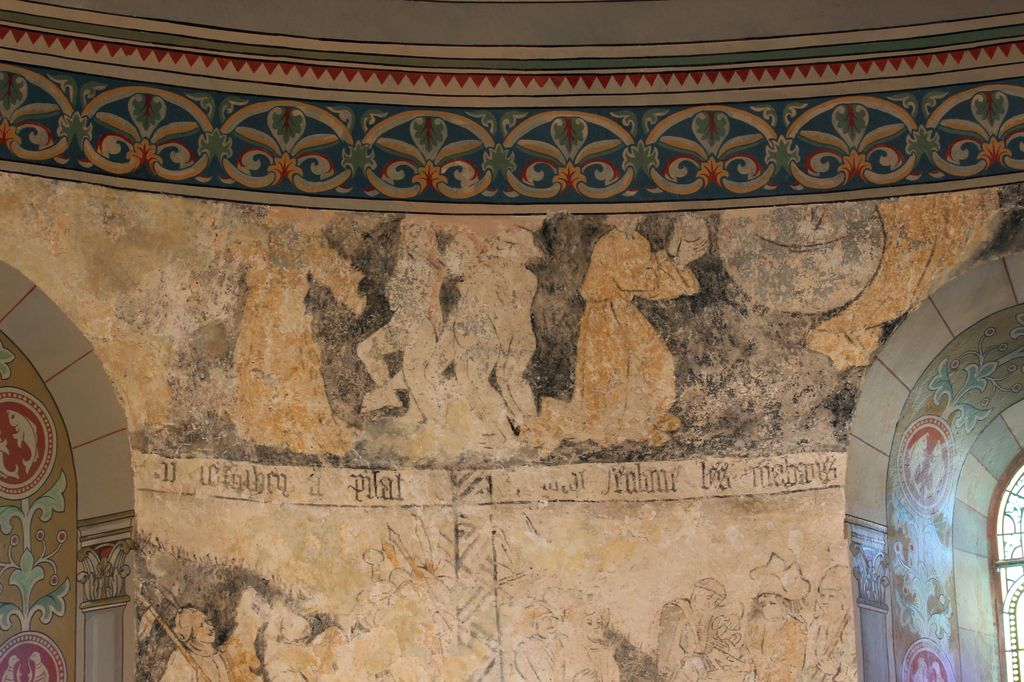
Le Jugement dernier détail des Élus conduits au Paradis
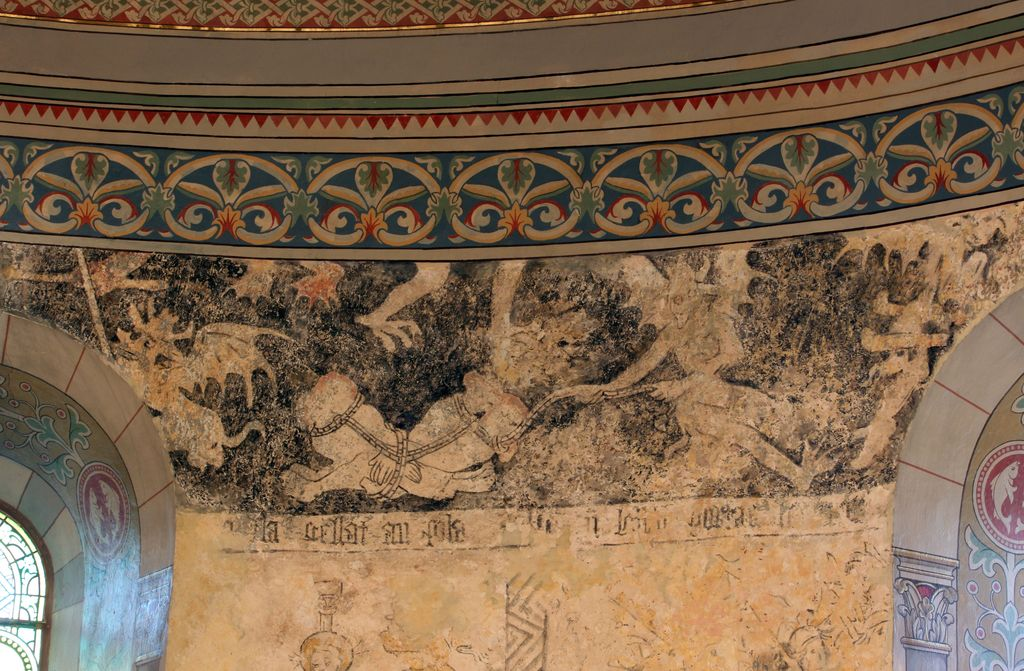
Le Jugement dernier détail des Damnés conduits en Enfer

### Objet classé
Le monument aux morts comporte treize plaques commémoratives de marbre noir où sont gravés les noms des 59 militaires Laluquois, auxquelles s'ajoutent en haut deux autres plaques dessinant une lunette sommitale en arc brisé. Le bas du monument est protégé par une clôture en pin verni (moderne) au décor ajouré, qui supporte une dernière plaque en marbre blanc, dédiée aux morts de la Seconde Guerre. Au centre siège un grand tableau rectangulaire vertical, peint à l'huile sur toile. Le tableau réalisé par le peintre Gaston Gélibert représente le Christ crucifié, à demi détaché de la croix, s'apprête à coiffer de sa couronne d'épines un «poilu» agenouillé à ses pieds et étreignant ses genoux ; la scène se déroule dans un paysage désolé où se profile à l'horizon une ville en ruines. La figure du Christ est copiée d'un célèbre tableau de Murillo Saint François d'Assise embrassant le Christ en croix (vers 1668).

Le monument est inscrit au titre objet le 09 octobre 2007.

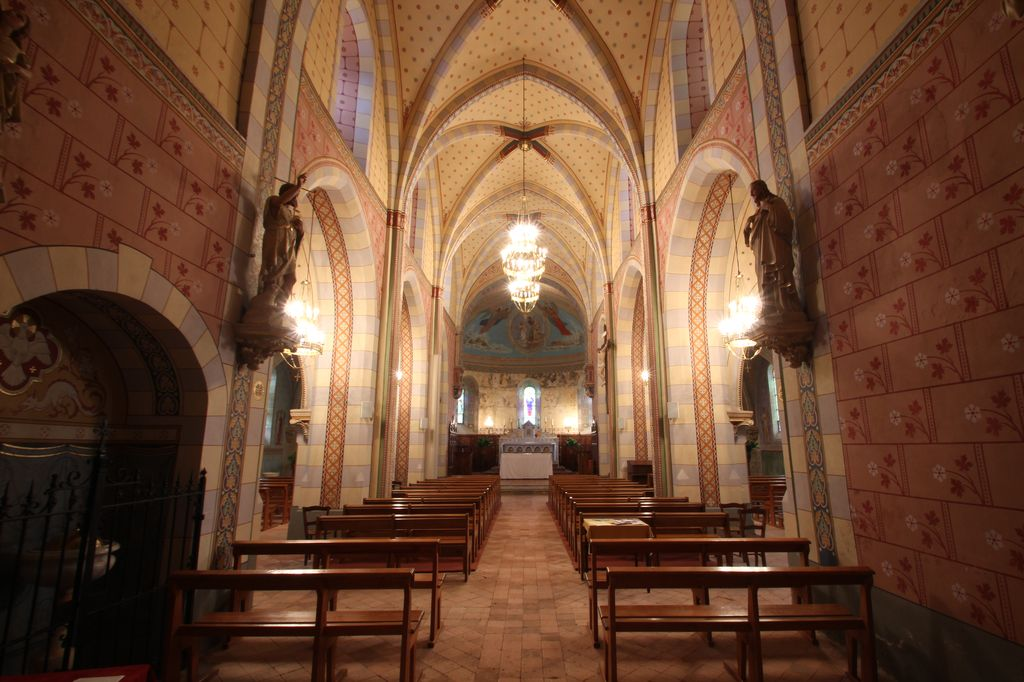
L'intérieur de l'église
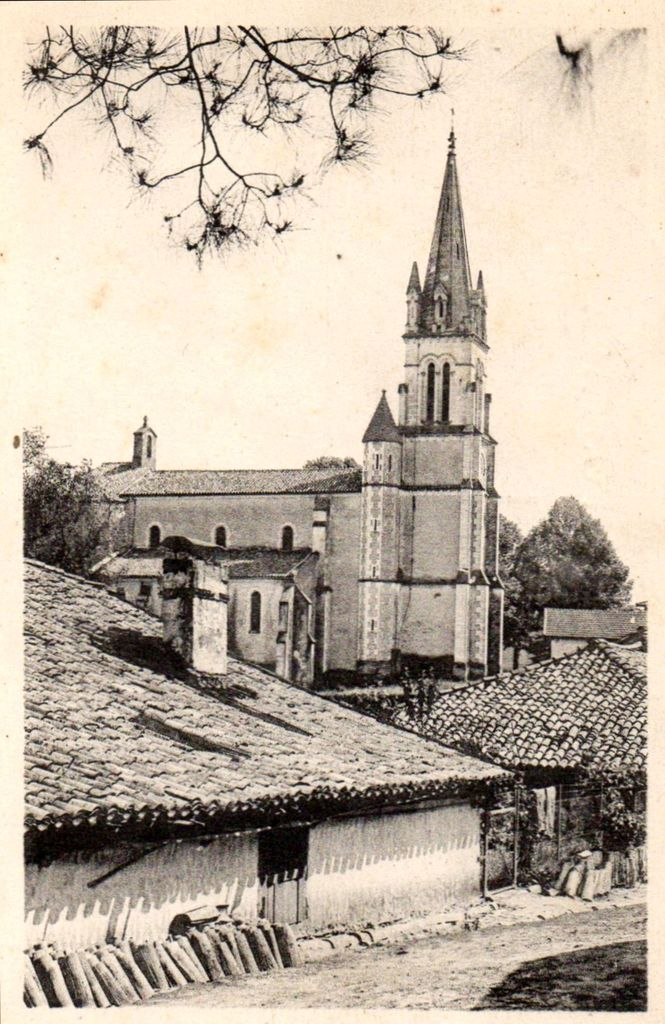
1920
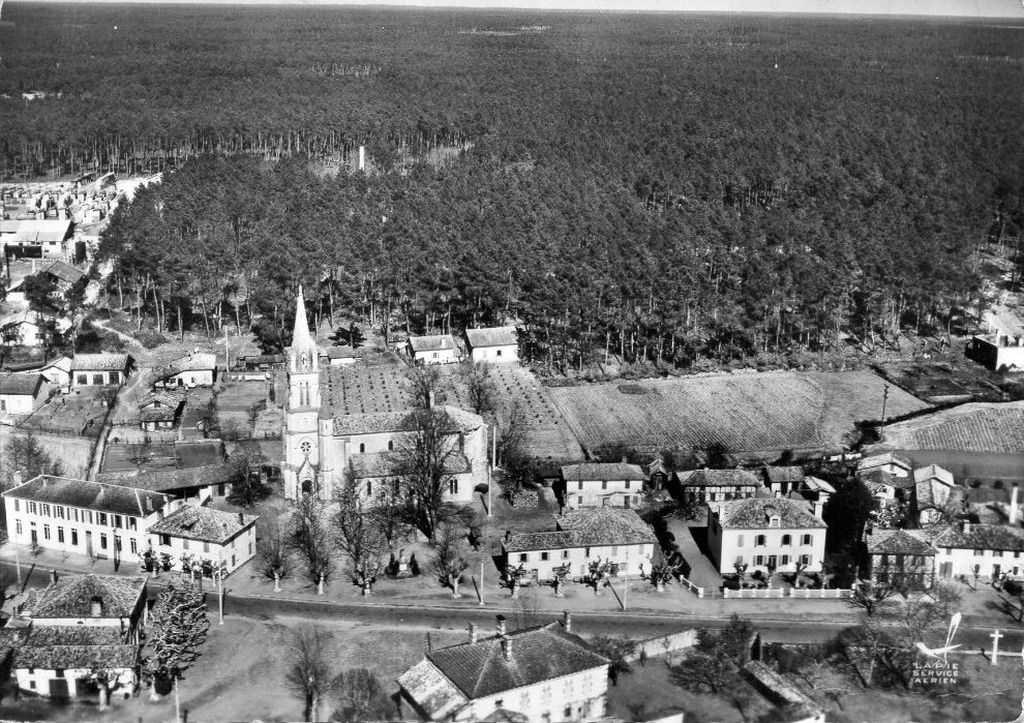
Vue aérienne en 1950